# Bałtyk Gdynia
El Bałtyk Gdynia es un club deportivo de la ciudad de Gdynia, en Polonia. Fue fundado en 1930 y es la institución deportiva más antigua de la ciudad. Su equipo de fútbol milita actualmente en la IV Liga, la quinta categoría del fútbol polaco. El Bałtyk Gdynia dispone igualmente de varias secciones deportivas, destacando la de atletismo, baloncesto, boxeo, vela y voleibol.

## Historia
El Bałtyk Gdynia fue fundado en el año 1930 en la ciudad de Gdynia por aficionados al fútbol, siendo la entidad deportiva más antigua de la ciudad. Durante gran parte de su historia, la sección de fútbol militó en las divisiones inferiores del fútbol polaco, antes de alcanzar la máxima categoría en la década de 1980. Durante siete años permaneció en primera división, logrando su mejor resultado en la clasificación durante su debut en la Ekstraklasa en la temporada 1980/81, al quedar en sexta posición. Además, en la temporada 1984/85 llegó a semifinales de la Copa de Polonia, perdiendo por un 3-1 global ante el GKS Katowice. Fue en la década de los años 1980 cuando también jugaron su primer torneo internacional, la Copa Intertoto 1983, en la que quedaron en tercer lugar de su grupo. Tras descender a la I Liga en la temporada 1987/88, el Bałtyk no ha vuelto al fútbol profesional, jugando desde entonces en las ligas regionales.

## Estadio
Juega sus partidos como local en el Estadio Municipal de Gdynia, con capacidad para 15 139 personas, y que comparte con su rival el Arka Gdynia.

## Colores
Los colores tradicionales del Bałtyk Gdynia son el azul y el blanco.

## Jugadores

### Jugadores destacados
- Andrzej Czyżniewski
- Valeriy Goshkoderya
- Czesław Michniewicz
- Piotr Rzepka
- Grzegorz Stencel
- Adam Walczak
- Piotr Włodarczyk
- Andrzej Zgutczyński

## Palmarés

### Torneos nacionales
- I Liga: 1

1979/80

## Participación en competiciones de la UEFA
| Temporada | Torneo         | Ronda   | Club                  | Marcador |
| --------- | -------------- | ------- | --------------------- | -------- |
| 1983      | Copa Intertoto | Grupo 7 | B 1903                | 1-1, 2-1 |
| 1983      | Copa Intertoto | Grupo 7 | IFK Göteborg          | 0-3, 0-0 |
| 1983      | Copa Intertoto | Grupo 7 | Admira Wacker Mödling | 3-1, 2-3 |